# Appell für eine andere Russlandpolitik
Ein Appell für eine andere Russlandpolitik wurde Anfang Dezember 2014 unter dem Titel Wieder Krieg in Europa? Nicht in unserem Namen! veröffentlicht; der Appell richtet sich an die Mitglieder des Deutschen Bundestages und fordert sie auf, auf Ausgleich und Dialog mit Russland im Kontext des angehenden russischen Kriegs in der Ukraine zu setzen. Der Inhalt dieses von über 60 Personen aus Politik, Wirtschaft, Wissenschaft und Kultur unterzeichneten Aufrufs vom 5. Dezember 2014 wurde kritisiert, weil er unkritisch gegenüber Russlands Krieg in der Ukraine und der völkerrechtswidrigen Annexion der Krim gewesen sei. Er löste einen Gegenaufruf aus.

## Der Aufruf vom 5. Dezember

### Initiatoren
Die Initiatoren des Aufrufs waren Antje Vollmer, Horst Teltschik und Walther Stützle. Teltschik führte aus, dass es um ein politisches Signal gehe, mit dem erreicht werden solle, dass die berechtigte Kritik an der russischen Ukraine-Politik nicht dazu führt, dass die Fortschritte in den Beziehungen mit Russland aufgekündigt werden.

### Aufruf
Die Unterzeichner beklagten, dass die USA und Kanada die Europäische Union und Russland auf einen Krieg zutrieben, und wiesen allen Europäern, einschließlich der Russischen Föderation, die Verantwortung für Frieden und Sicherheit zu.
Der Leitgedanke, Krieg aus ihrem Verhältnis zu verbannen, sei bei Amerikanern, Europäern und Russen verloren gegangen. Folge sei die bedrohlich wirkende Ausdehnung des Westens nach Osten ohne gleichzeitige Vertiefung der Zusammenarbeit mit Moskau und die völkerrechtswidrige Annexion der Krim durch den russischen Staat unter dessen Präsidenten Wladimir Putin.
Die Unterzeichner schrieben Deutschland eine besondere Verantwortung für die Bewahrung des Friedens zu. Das Sicherheitsbedürfnis der Russen sei so legitim und ausgeprägt wie das der Deutschen, der Polen, der Balten und Ukrainer.
Die Medien wurden aufgerufen, ihrer Pflicht zur vorurteilsfreien Berichterstattung überzeugender nachzukommen als es bisher geschehe. Es gehe nicht um Putin, sondern darum, den Menschen wieder die Angst vor Krieg zu nehmen. Dazu könne eine verantwortungsvolle, auf soliden Recherchen basierende Berichterstattung eine Menge beitragen.

## Reaktionen

### Medien und Politik
Der Aufruf rief bei F.A.Z., Die Zeit, taz, Die Welt, Berliner Zeitung, Der Spiegel und anderen vorwiegend Kritik hervor. Insbesondere die mangelnde Berücksichtigung der Ukraine im Text des Aufrufs und das Ignorieren des bereits laufenden Krieges auf dem Gebiet der Ukraine zum Zeitpunkt des Appells wurden bemängelt. Einige Kritiker verstanden den Aufruf als Aufforderung, über die Invasion durch russische Truppen und die anschließende Annexion der Krim hinwegzusehen, um die Beziehungen schnell zu normalisieren. Marieluise Beck erinnerte an den Molotow-Ribbentrop-Pakt und warf den Unterzeichnern des Aufrufs eine „erschreckende Geschichtsvergessenheit“ vor. Bert Hoppe bezeichnete den Aufruf als widersprüchlich: Einerseits verurteile der Appell die „Sucht nach Macht und Vorherrschaft“ und fordere Verständnis für „die Furcht der Russen“ vor möglichen militärischen Aggressionen, andererseits betonten die Autoren Russlands Rolle als „Gestaltungmacht“ und blendeten die Furcht der Ukrainer angesichts der russischen Truppen auf der Krim und im Donbass aus.
Heribert Prantl von der SZ betonte dagegen, der Aufruf, der von einer Vielzahl respektabler Politiker unterstützt werde, sei berechtigt. Er wiederhole die Befürchtung, die schon Helmut Kohl geäußert habe, dass alles wieder verspielt werde, was gewonnen worden sei. Russland dürfe nicht aus Europa herausgedrängt werden. Die Ausgrenzung Russlands sei undiplomatisches „polternd-herablassendes Gehabe“. Europa, das Russland einschließe, müsse sich wieder öffnen.
Die rechtsextreme NPD empfahl ihren Anhängern, den Aufruf zu unterstützen. Die Alternative für Deutschland schloss sich den im Text dargestellten Forderungen und Sorgen an. Auch Katja Kipping, Vorsitzende der Partei Die Linke, stimmte den Aussagen des Aufrufs zu.

### Deutsch-Russisches Forum
Die langjährige Moskau-Korrespondentin Elfie Siegl erklärte am 26. März 2015 ihren Austritt aus dem Deutsch-Russischen Forum. Als Grund nannte sie unter anderem explizit die Tatsache, dass mehrere Vorstandsmitglieder und andere bekannte Mitglieder des Forums den Appell unterzeichnet hatten: „In diesem Aufruf wird auf den Kriegszustand in einigen Teilen der Ukraine und die Annexion der Krim mit keinem Wort eingegangen. Schon allein aus diesem Grund fühle ich mich als unabhängige Journalistin und Russland-Expertin vom Deutsch-Russischen Forum und seiner Leitung nicht mehr angemessen vertreten.“

## Gegenaufruf vom 11. Dezember
100 Unterzeichner des Gegenaufrufs, den unter anderem Andreas Umland initiiert hatte, darunter Osteuropaexperten aus Wissenschaft und Medien, veröffentlichten am 11. Dezember im Tagesspiegel einen Gegenaufruf, in dem sie den meisten Unterzeichnern des ersten Aufrufs wenig relevante Rechercheerfahrung, geringe Expertise zum postsowjetischen Raum und offensichtlich fehlende Spezialkenntnisse zur Ukraine sowie den jüngsten Ereignissen dort vorwarfen. Die russische Annexion der Krim und notdürftig verschleierte Intervention in der Ostukraine könne man nicht gegen die Unzulänglichkeiten im politischen System der Ukraine aufrechnen. Die Russische Föderation wird im Gegenaufruf klar als Aggressor benannt.
Wenn Russland sich von EU und/oder NATO bedroht fühle, solle es diesen Streit mit Brüssel austragen. Die Ukraine sei weder Mitglied dieser Organisationen, noch führe sie Beitrittsverhandlungen mit ihnen. Trotzdem führe Russland mit Hinweis auf eine angebliche Gefahr aus dem Westen einen bereits tausende Todesopfer, Verstümmelte, Traumatisierte und Vertriebene fordernden „hybriden Krieg“ im Donezbecken. Die Unterzeichner verwiesen darauf, dass Russland bereits in Transnistrien, Abchasien und Südossetien Vereinbarungen über Truppenabzüge gebrochen habe, und mahnten die Bundesregierung zur Vorsicht. Kremlmedien hätten auch die ehemaligen Sowjetrepubliken Estland und Lettland diffamiert, aber anders als Georgien und der Ukraine hätte es den baltischen Staaten ihr NATO-Beitritt im Jahr 2004 ermöglicht, ihre territoriale Integrität sowie friedliche Entwicklung zu bewahren.
Zur Rolle der deutschen Medien stellten sie fest, dass Halbwahrheiten über das ukrainische Volk zuhauf in der deutschen Öffentlichkeit im Umlauf seien. Die Wissenschaftler verwiesen dabei auf Meldungen zur Sprachensituation, Minderheitenpolitik, Rechtsextremismus und den politischen Umbruch in der Ukraine. Fehlinformationen und tendenziöse Interpretationen zur Ukraine hätten sich infolge „oberflächlicher Recherchen und häufiger Wortmeldungen von Kremlsprechern“ in Fernsehdiskussionen zur Ukraine in den Köpfen vieler festgesetzt. Ein Mitunterzeichner des Gegenaufrufs, Karl Schlögel, hatte schon Ende Mai die Menschen aufgerufen, die Ukraine – wie er selbst – zu besuchen, um sich ein Bild von der Lage zu machen und um das Ausmaß der „Lügen der russischen Propaganda“ zu erkennen. Anna Veronika Wendland hatte ebenfalls schon im April vor einem blinden Fleck jener deutschen Linken gewarnt, die die Ukraine-Frage in einer Art inverser Kalter-Kriegs-Logik wahrnähmen: „In Putin-Russland verbinden sich die widerwärtigsten Aspekte des Ancien Régime mit dem strukturellen Erbe der Sowjetunion. In einem Regime, das seine Position durch Fremdenfeindlichkeit, orthodoxe Bigotterie und autokratische Machtvertikale sichert, kann es für Linke momentan definitiv keine Verbündeten geben, auch keine taktischen. Es gibt in Russland gegenwärtig nichts, was Linke verteidigen sollten – jedenfalls nicht die russischen Regierenden und ihre Ukrainepolitik.“

### Reaktionen von Medien und Politik
Der Gegenaufruf wurde kaum beachtet oder medial diskutiert. Zeitungen wie die Süddeutsche Zeitung und die Frankfurter Rundschau fassten die Inhalte zusammen, bewerteten den Aufruf aber nicht.

## Unterzeichner

### Unterzeichner des Appells
Mario Adorf, Robert Antretter, Wilfried Bergmann, Luitpold Prinz von Bayern, Achim von Borries, Klaus Maria Brandauer, Eckhard Cordes, Herta Däubler-Gmelin, Eberhard Diepgen, Alexander van Dülmen, Stefan Dürr, Erhard Eppler, Heino Falcke, Hans-Joachim Frey, Anselm Grün, Sibylle Havemann, Roman Herzog, Christoph Hein, Burkhard Hirsch, Volker Hörner, Josef Jacobi, Sigmund Jähn, Uli Jörges, Margot Käßmann, Andrea von Knoop, Gabriele Krone-Schmalz, Friedrich Küppersbusch, Vera Gräfin von Lehndorff, Irina Liebmann, Lothar de Maizière, Stephan Märki, Klaus Mangold, Reinhard und Hella Mey, Ruth Misselwitz, Klaus Prömpers, Konrad Raiser, Jim Rakete, Gerhard Rein, Michael Röskau, Eugen Ruge, Otto Schily, Friedrich Schorlemmer, Georg Schramm, Gerhard Schröder, Philipp von Schulthess, Ingo Schulze, Hanna Schygulla, Dieter Spöri, Fulbert Steffensky, Wolf-D. Stelzner, Manfred Stolpe, Ernst-Jörg von Studnitz, Walther Stützle, Christian R. Supthut, Horst Teltschik, Andres Veiel, Hans-Jochen Vogel, Antje Vollmer, Bärbel Wartenberg-Potter, Ernst Ulrich von Weizsäcker, Wim Wenders, Hans-Eckardt Wenzel, Gerhard Wolf.
Der ehemalige Bürgermeister von Hamburg Klaus von Dohnanyi erklärte die unbeabsichtigte Erwähnung seines Namens durch ein Missverständnis seiner Sekretärin. Er unterschreibe solche Aufrufe wegen der Instrumentalisierbarkeit und möglicher Fehlinterpretation grundsätzlich nicht, auch wenn er wie in diesem Fall mit einigen Punkten übereinstimme. Der vermeintliche „Rückzug seiner Unterschrift“ war in der Öffentlichkeit als nachträgliche Distanzierung eines renommierten Politikers aufgefasst worden.

### Unterzeichner des Gegenaufrufs
Unter den Unterzeichnern des Gegenaufrufes sind u. a. Sabine Adler, Marieluise Beck, Klaus Bednarz, Rebecca Harms, Markus Meckel, Gerd Poppe, Manuel Sarrazin. Zu den bekannten Wissenschaftlern gehören Katrin Boeckh, Karsten Brüggemann, Heike Dörrenbächer, Wilfried Jilge, Frank Schimmelfennig, Karl Schlögel, Gerhard Simon, Susan Stewart, Stefan Troebst, Andreas Umland (Redakteur des Gegenaufrufs) und Martin Schulze Wessel.